# Promień świetlny
Promień świetlny – nieskończenie wąska wiązka światła. Jest to model używany do opisu rozchodzenia się światła w optyce geometrycznej.
W ośrodku jednorodnym, tzn. takim, którego właściwości są jednakowe w każdym jego punkcie, promienie rozchodzą się po liniach prostych. Na granicy ośrodków o różnych współczynnikach załamania ulegają odbiciu i załamaniu.
Prawa opisujące rozchodzenie się promieni świetlnych:
- zasada Fermata
- prawo Snelliusa